# Rigsdagens Aabning
Rigsdagens Aabning er en film med ukendt instruktør.

## Handling
Stort opbud af det officielle Danmark i forbindelse med Rigsdagens åbning ca. 1918. Gardehusarer følger de kongeliges kareter. Kong Christian og dronning Alexandrine i åben vogn. Det ser ud som om de forlader Christiansborg. Sidst ses husarerne ved Christiansborg og de kongeliges ankomst til Rigsdagsgården.